# Vaftrudner
Vaftrudner er i nordisk mytologi en overordentlig vis jætte, kendt for sin strid på ord med Odin. Odin havde hørt om en jætte ved navn Vaftrudner, som kaldte sig for den viseste i de ni verdener og besluttede sig for, at undersøge om dette skulle være sandt. Odin gik under navnet Gangråd (= den der råder for sejr). Vaftrudner svarede på alle Odins spørgsmål på nær det sidste, hvor han blev spurgt, hvad Odin sagde i Balders øre, inden Balder drog på sin Bålfærd.